# N.AES
N.AES est un système d'exploitation propriétaire multitâche pour ordinateurs Atari ST et compatibles. Sa particularité, tout en restant compatible avec le TOS d'origine, est d'apporter un support du multitâche préemptif ainsi que de nombreuses autres améliorations.

## Configuration requise
N.AES fonctionne sur tout Atari ST ou clone, sous condition de disposer d'au minimum de 2 Mo de mémoire vive. Il fonctionne d'autant mieux que la machine est puissante : processeur Motorola 68030 et au moins quatre mégas de mémoire sont conseillés. 

## Historique
- Version 1.0.0
- Version 1.1.0 (18/07/1996)
- Version 1.1.6
- Version 1.1.7
- Version 1.2.0 (1998), actualisation des outils fournis, amélioration des performances, nouveau look 3D, correction d'un bogue en TrueColor
- Version 2.0 (1999), icônes couleur animées dans les widgets de fenêtres, remplacement de WDialog par N.Dialog, support de plusieurs langues et compatibilité des objets AES avec MagiC

## Améliorations par rapport au TOS
Après l'abandon du secteur informatique par Atari, et donc de l'arrêt du développement de MultiTOS, N.AES apparaît en quelque sorte comme un MultiTOS 2. Basé sur le même noyau MiNT, le système apporte un nouvel AES (d'où le nom N.AES) dont la compatibilité avec celui d'origine est très grande.
Le système est multitâche, gère la mémoire virtuelle et offre des performances supérieures à celle de MultiTOS.
Ce système est complété par un certain nombre d'utilitaires, entre autres :
- Le bureau alternatif Thing
- Aide hypertexte
- Gestion des polices de caractères
- Barre de tâches
- Divers utilitaires pour changer de mode graphique, redémarrer ou éteindre l'ordinateur etc

## Milan MultiOS
N.AES a servi de base au système d'exploitation de l'ordinateur Milan, un clone compatible TOS.